# Marine Malice
 (décembre 2014).
Si vous disposez d'ouvrages ou d'articles de référence ou si vous connaissez des sites web de qualité traitant du thème abordé ici, merci de compléter l'article en donnant les références utiles à sa vérifiabilité et en les liant à la section « Notes et références ».
Marine Malice (en anglais : Freddi Fish) est une série de jeux vidéo, développés par Humongous et distribués par Atari.

## Intrigue
Marine Malice est une jeune poisson femelle jaune qui parcourt l'océan, en compagnie de son ami Luther, un petit poisson vert, afin de venir en aide aux différentes créatures marines qu'ils rencontrent.
Les jeux s'adressent à de jeunes enfants. Les jeux principaux sont de type point'n click : le joueur doit cliquer sur l'écran pour déplacer Marine Malice, prendre des objets ou les utiliser, interagir avec d'autres personnages.

## Jeux

### Marine Malice et le Mystère des graines d'algues
Marine Malice et le Mystère des graines d'algues en anglais : Freddi Fish: The Case of the Missing Kelp Seeds est le premier titre de la série principale, sorti en 1994.
Le coffre contenent les Graines d'algues, essentielles à la survie des poissons, a disparu. Marine Malice et son ami Luther vont partir à sa recherche et plonger dans une aventure pleine de découvertes et de surprises.

### Marine Malice 2: Le Mystère de l'école hantée
Marine Malice 2 : Le Mystère de l'École Hantée en anglais : Freddi Fish 2: The Case of the Haunted Schoolhouse est le second titre de la série principale, sorti en 1996.
Alors que Marine Malice et Luther arrivent à l'école, ils trouvent les autres élèves terrorisés. Un fantôme leur aurait dérobé tous leurs jouets... C'est alors que le fantôme arrive et vole le jouet de Luther. Marine Malice et Luther sont bien décidés à élucider ce mystère.

### Marine Malice 3: Le Mystère du coquillage volé
Marine Malice 3 : Le Mystère du coquillage volé en anglais : Freddi Fish 3: The Case of the Stolen Conch Shell est le troisième titre de la série principale, sorti en 1998.
Marine Malice et Luther passaient de paisibles vacances sous les tropiques avant de s'apercevoir que le Coquillage Géant avait disparu, compromettant la cérémonie d'ouverture du festival des pionniers.

### Marine Malice 4: Le Mystère du ranch aux cochons
Marine Malice 4 : Le Mystère du Ranch aux Cochons en anglais : Freddi Fish 4: The Case of the Hogfish Rustlers of Briny Gulch est le quatrième titre de la série principale, sorti en 1999.

### Marine Malice 5: Le Mystère du monstre du lagon
Marine Malice 5 : Le Mystère du monstre du lagon en anglais : Freddi Fish 5: The Case of the Creature of Coral Cove est le cinquième titre de la série principale, sorti en 2001.

### Marine Malice et Luther Les gloutons des mers
Marine Malice et Luther Les gloutons des mers en anglais : Freddi Fish and Luther's Maze Madness est sorti en 1999. Marine Malice et Luther doivent retrouver des graines d'algues à travers des niveaux de labyrinthes.

### Marine Malice et Luther Le Bullotron
Marine Malice et Luther Le Bullotron en anglais : Freddi Fish and Luther's Water Worries est sorti en 1999. Les deux poissons doivent attraper des éléments et éviter les obstacles.